# We'll Be a Dream
We'll Be a Dream è un singolo dei We the Kings, con guest Demi Lovato alla voce.

## Formazione
- Demi Lovato - voce
- Travis Clark - composizioni, chitarra, piano, programmazione, voce
- Drew Thomsen - basso
- Hunter Thomsen - chitarra, voce
- Danny Duncan - batteria

## Classifiche
| Chart (2010)      | Peak position |
| ----------------- | ------------- |
| Billboard Hot 100 | 76            |
| Pop Songs         | 23            |